# Герасимово (Хакасия)
Гера́симово — деревня в Алтайском районе Республики Хакасия. Входит в состав Новороссийского сельсовета.

## История
Названа деревня в честь комиссара Фрола Герасимова.

## География
Деревня расположена примерно в 33 километрах на юг от райцентра и в 7 км от центра сельского поселения, высота центра деревни над уровнем моря — 318 м.
В 1,5 км к западу от деревни проходит автодорога Абакан — Саяногорск.

## Население
| 2002 | 2010 | 2013 |
| ---- | ---- | ---- |
| 239  | ↘139 | ↗148 |

## Инфраструктура
Имеются начальная школа, дом культуры, фельдшерско-акушерский пункт, библиотека.